# Cristhian Sención
Cristian Emanuel Sención Rodríguez (Montevideo, 28 de enero de 1996) es un futbolista uruguayo. Juega como centrocampista y su equipo actual es Unión Magdalena de la Categoría Primera A de Colombia.

## Trayectoria
Comenzó su carrera en el Liverpool Fútbol Club en la Segunda División de Uruguay durante la temporada 2014-15. Aunque sus primeras temporadas en la Primera División de Uruguay con el mismo club tuvo limitaciones en cuanto a goles, su participación se intensificó en temporadas posteriores, destacándose especialmente en 2017 con 18 partidos y 1 gol.
Posteriormente, se unió al Juventud de Las Piedras en 2019, contribuyendo en 17 partidos en la Primera División de Uruguay. En 2020, se unió a Rampla Juniors de la Segunda División de Uruguay, allí consolidó su experiencia en diferentes niveles del fútbol uruguayo, sumando 19 partidos.
En 2021, se unió al Albion, marcando otra etapa en su carrera, con 34 partidos y 1 gol entre la Segunda División y la Primera División de Uruguay. 
El 26 de junio de 2022, se incorporo al Gualaceo Sporting Club de la Serie A de Ecuador. En su primera temporada jugó cinco partidos sin marcar goles, similar a lo que tuvo hasta mediados de 2023, donde jugo tres partidos sin marcar goles. 
El 17 de julio de 2023, fue oficializado como nuevo refuerzo del Unión Magdalena de la Categoría Primera A de Colombia, con la mira de afrontar el Torneo Finalización, sin embargo su equipo terminó descendiendo a Segunda Categoría B, segunda división del fútbol colombiano, al final de la temporada.

## Estadísticas

### Clubes
Actualizado al último partido jugado el 21 de mayo de 2023.
| Club                              | Div.          | Temporada     | Liga  | Liga  | Copas nacionales | Copas nacionales | Copas internacionales | Copas internacionales | Total | Total |
| Club                              | Div.          | Temporada     | Part. | Goles | Part.            | Goles            | Part.                 | Goles                 | Part. | Goles |
| --------------------------------- | ------------- | ------------- | ----- | ----- | ---------------- | ---------------- | --------------------- | --------------------- | ----- | ----- |
| Liverpool · Uruguay               | 2.ª           | 2014-15       | 1     | 0     | —                | —                | —                     | —                     | 1     | 0     |
| Liverpool · Uruguay               | 1.ª           | 2015-16       | 0     | 0     | —                | —                | —                     | —                     | 0     | 0     |
| Liverpool · Uruguay               | 1.ª           | 2016          | 11    | 0     | —                | —                | —                     | —                     | 11    | 0     |
| Liverpool · Uruguay               | 1.ª           | 2017          | 18    | 1     | —                | —                | 0                     | 0                     | 18    | 1     |
| Liverpool · Uruguay               | 1.ª           | 2018          | 11    | 1     | —                | —                | —                     | —                     | 11    | 1     |
| Liverpool · Uruguay               | Total club    | Total club    | 41    | 2     | 0                | 0                | 0                     | 0                     | 41    | 2     |
| Juventud de Las Piedras · Uruguay | 1.ª           | 2019          | 17    | 0     | —                | —                | —                     | —                     | 17    | 0     |
| Juventud de Las Piedras · Uruguay | Total club    | Total club    | 17    | 0     | 0                | 0                | 0                     | 0                     | 17    | 0     |
| Rampla Juniors · Uruguay          | 2.ª           | 2020          | 19    | 0     | —                | —                | —                     | —                     | 19    | 0     |
| Rampla Juniors · Uruguay          | Total club    | Total club    | 19    | 0     | 0                | 0                | 0                     | 0                     | 19    | 0     |
| Albion · Uruguay                  | 2.ª           | 2021          | 19    | 1     | —                | —                | —                     | —                     | 19    | 1     |
| Albion · Uruguay                  | 1.ª           | 2022          | 15    | 0     | 0                | 0                | —                     | —                     | 15    | 0     |
| Albion · Uruguay                  | Total club    | Total club    | 34    | 1     | 0                | 0                | 0                     | 0                     | 34    | 1     |
| Gualaceo S. C. · Ecuador          | 1.ª           | 2022          | 3     | 0     | 0                | 0                | —                     | —                     | 3     | 0     |
| Gualaceo S. C. · Ecuador          | 1.ª           | 2023          | 5     | 0     | 0                | 0                | —                     | —                     | 5     | 0     |
| Gualaceo S. C. · Ecuador          | Total club    | Total club    | 8     | 0     | 0                | 0                | 0                     | 0                     | 8     | 0     |
| Unión Magdalena · Colombia        | 1.ª           | 2023          | 14    | 0     | 0                | 0                | —                     | —                     | 14    | 0     |
| Unión Magdalena · Colombia        | Total club    | Total club    | 14    | 0     | 0                | 0                | 0                     | 0                     | 14    | 0     |
| Total carrera                     | Total carrera | Total carrera | 133   | 3     | 0                | 0                | 0                     | 0                     | 133   | 3     |

## Palmarés

### Campeonatos nacionales
| Títulos             | Club            | País     | Año  |
| ------------------- | --------------- | -------- | ---- |
| Categoría Primera B | Unión Magdalena | Colombia | 2024 |